# Phelonion

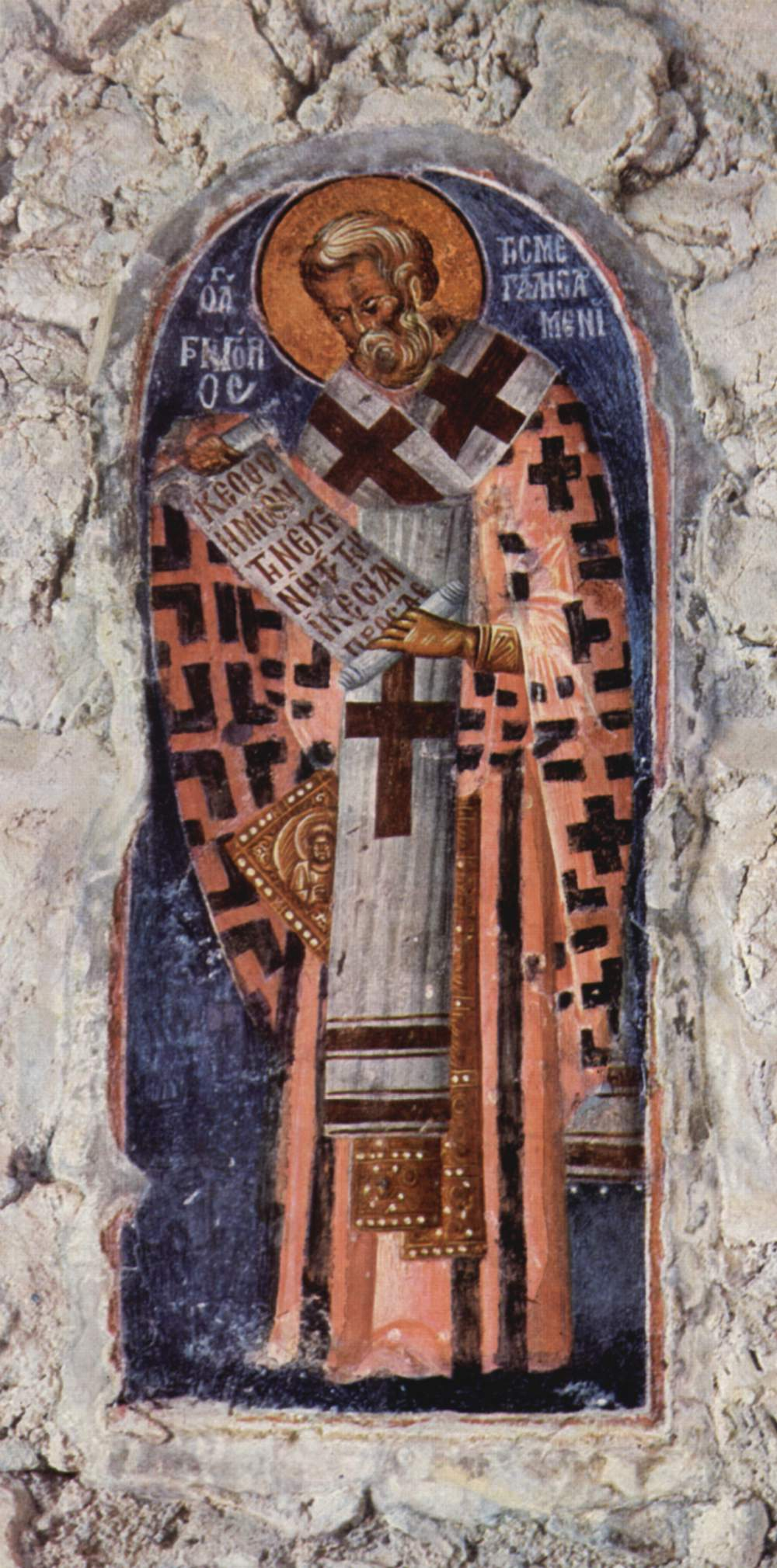
Bischof mit Phelonion (Polystavrion), Mistra, 14. Jh.

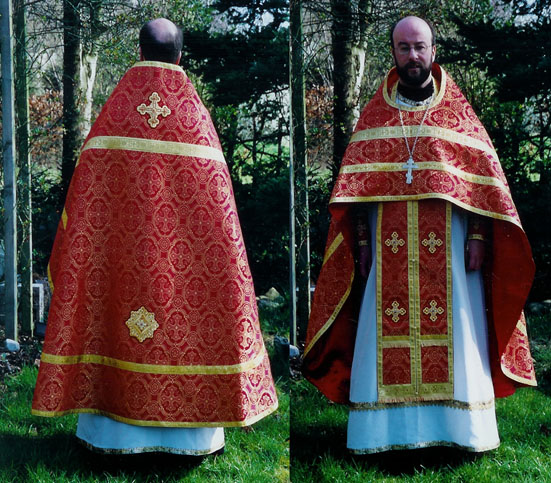
Vater Sergi Standhart der Russisch-Orthodoxen Kirche in Amsterdam mit Phelonion

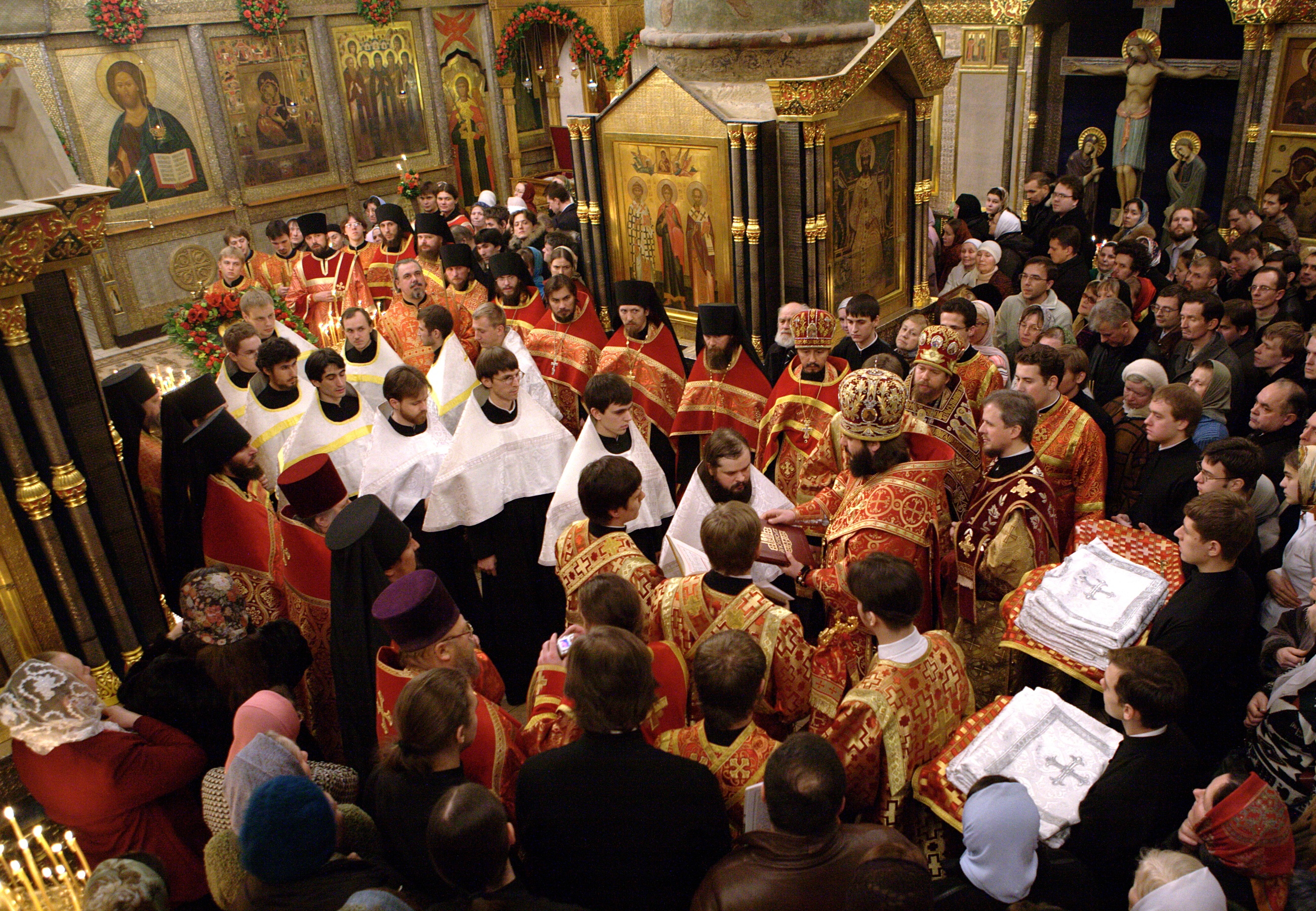
Das „kleine Phelonion“ bei der Bestellung von Lektoren

Das Phelonion (griechisch φελώνιον, φαιλόνιον, φαινόλιον, φαιλόνης, φελόνης und ähnlich Mantel) ist ein liturgisches Kleidungsstück der Priester orthodoxer, orientalisch-orthodoxer und Katholischer Ostkirchen. Bis zur allgemeinen Einführung des Sakkos’ war das Phelonion auch das übliche liturgische Obergewand byzantinischer Bischöfe.

## Aussehen und Verwendung
Das Phelonion war ursprünglich wie auch sein westkirchliches Gegenstück, die Kasel, eine Art Poncho. Es ist ein großes Stück Stoff mit einem runden Loch für den Kopf. Es wird als oberstes Bekleidungsstück getragen und hängt auf der Hinterseite bis zu den Unterschenkeln, jedoch auf der Vorderseite nur bis zur Hüfte, damit der Priester Hände und Arme einfacher bewegen kann.
Es gibt im Byzantinischen Ritus zwei unterschiedliche Schnitte der Phelonien. Das byzantinisch-griechische Phelonion ist so geschneidert, dass es nur über die Schultern gehängt wird, während das russische Phelonion auf der Hinterseite einen hohen versteiften Kragen hat, der den Hinterkopf bedeckt. Weiters gibt es noch ein verkürztes Phelonion, welches von Lektoren während des Schneidens der Tonsur getragen wird. Dieses „kleine Phelonion“ wird auch heute noch von Messdienern der Altgläubigen-Kirchen getragen.
Das Phelonion bei Priestern ist nicht auf die eucharistische Liturgie beschränkt, sondern findet bei vielen priesterlichen Funktionen Verwendung.

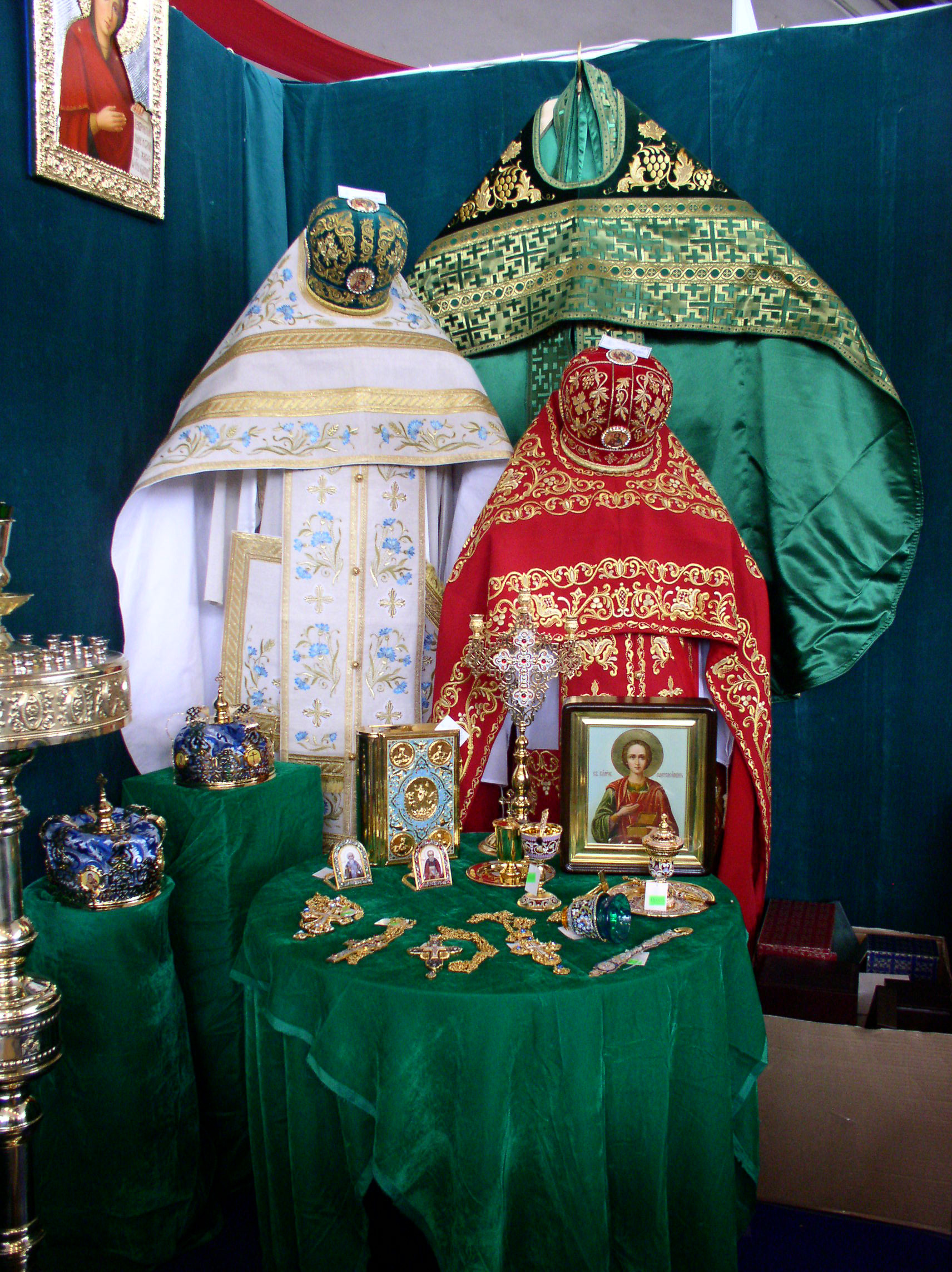
Eine Ausstellung Russisch-Orthodoxer Gewänder einschließlich dreier Phelonien.

## Besonderheiten
Manchmal wünscht ein Bischof, die Heilige Liturgie „als Priester“ zu feiern (also ohne die speziellen Riten und Gebete der ostkirchlichen Pontifikalliturgien). Er wird dann heute statt mit dem bischöflichen Sakkos mit einem Phelonion bekleidet, trägt hierzu jedoch, zum Zeichen seiner höheren Würde, ein Kleines Omophorion um den Nacken sowie das Epigonation an der Seite.
Bischöfe und Erzpriester trugen oder tragen meist das Polystavrion, ein reich verziertes, besticktes oder gewebtes Phelonion mit mehreren griechischen Kreuzen.
In Orientalisch-orthodoxen Kirchen wird das Phelonion oft nur am Nacken angebracht und ist nach vorne hin offener als das byzantinische Pendant. In diesem Fall ähnelt es dem westlichen Pluviale.
Die verschiedenen Namen des Phelonions sind: Phanolion (koptisch), Paynā (assyrisch), Phayno (syrisch-orthodox), Šurdzar (armenisch) und Kāppā (äthiopisch).
Beim Anlegen spricht der Priester das Gebet: „Lass deine Priester sich kleiden in Gerechtigkeit, auf dass deine Heiligen jubeln, jetzt und immerdar, und in die Ewigkeiten der Ewigkeiten. Amen.“